# 广济庵 (北京东大桥)
广济庵，位于北京市朝阳区朝阳门外大街南侧、东大桥的西南角，是一座汉传佛教寺院。现已无存。

## 简介

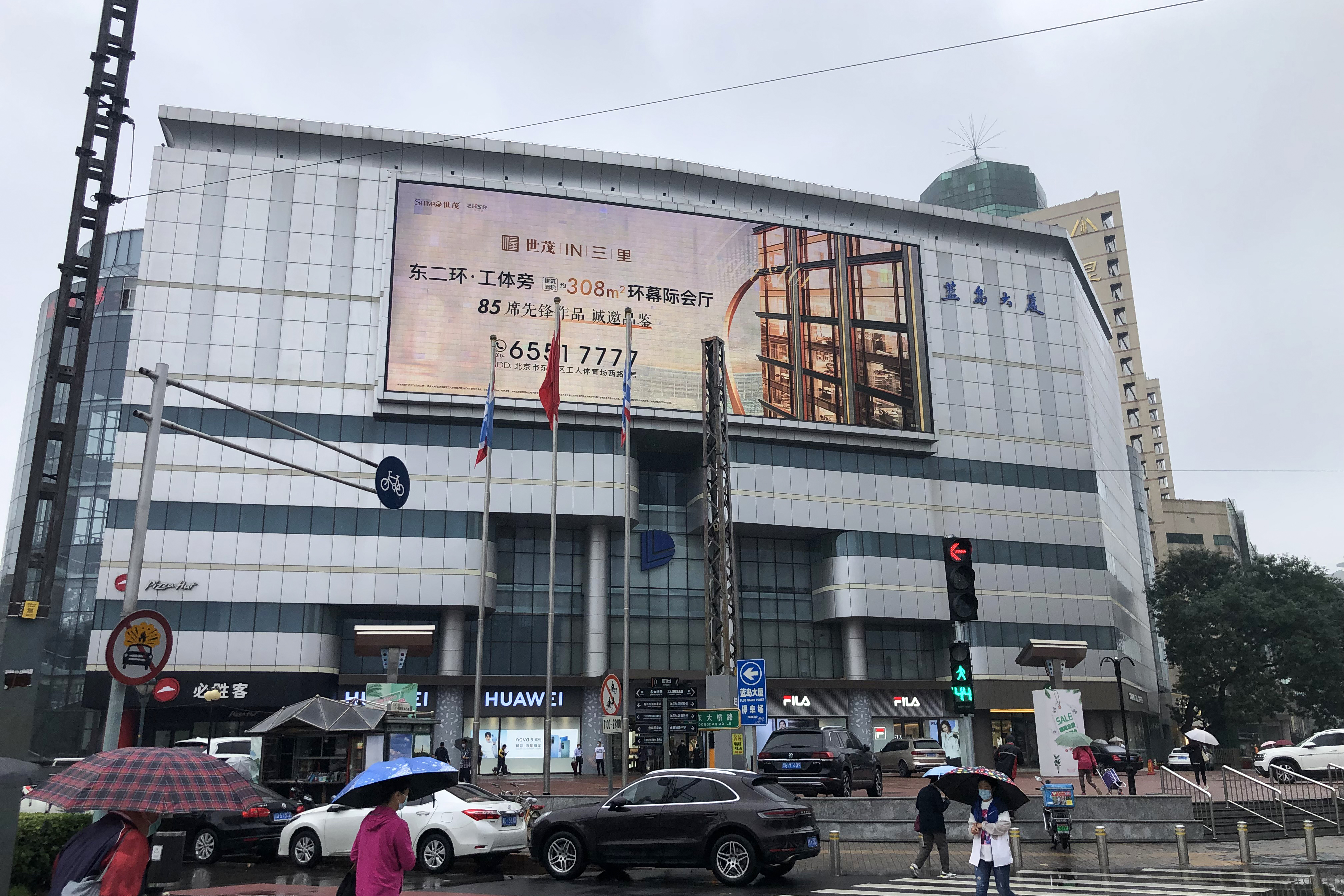
蓝岛大厦

《北京寺庙历史资料》1936年北平寺庙登记中，记载广济庵位于朝阳门外大街162号。北平市《1947年第二次寺庙总登记》中记载广济庵住持为德声。
广济庵位于如今的东大桥的西南角，曾经被用作小学校舍，后来改成民居。广济庵以西不远处，有条向南的化家胡同。1978年，在东大桥的西南角兴建的东大桥百货商场开张。1989年秋，东大桥百货商场和附近的广济庵、简易楼同时被拆除，拓宽朝阳门外大街并兴建了蓝岛大厦。1993年1月18日，蓝岛大厦东区正式开张营业。广济庵院内的两株古槐，现在仍在蓝岛大厦东区的北侧。
广济庵是智化寺京音乐流布的寺庙之一。大约在清朝道光、咸丰年间，智化寺京音乐外传到天仙庵，后来分别传到成寿寺、水月庵、地藏庵、夕照寺、关帝庙、火神庙等十多座寺院。京音乐流布的北京寺庙主要有：
- 智化寺：朝阳门内禄米仓胡同东口
- 广济庵：朝阳门外东大桥
- 天仙庵：朝阳门外吉市口五条
- 地藏庵：朝阳门内大街路南
- 弥勒院：朝阳门外大街
- 水月庵：朝阳门外吉市口二条
- 昭宁寺：东单礼士胡同
- 成寿寺：东单柏树胡同
- 九顶娘娘庙：北新桥二条东口
- 普贤寺：东直门外东中街
- 下弥勒庵：崇文门外东晓市
- 关帝庙：崇文门外花市中四条
- 火神庙：祟文门外板厂
- 夕照寺：崇文门外夕照街
- 天龙寺：崇文门外中国强胡同东口